# Adatállomány
Az informatikában adatállománynak, állománynak vagy fájlnak nevezzük a logikailag összefüggő adatok halmazát, tömbjét. Tárolásuk bármilyen adathordozón történhet. Kétféle fájlt különböztetünk meg. Az első a processzor által végrehajtható utasításokat tartalmazó, futtatható állomány. A második típus az adatállomány, mely a futtatható programok számára képes értelmezhető adatot, adatokat biztosítani. Adatfájl például egy képfájl, egy szövegfájl vagy egy adatbázisfájl.
Az adatállomány mint jogi fogalom nem azonos a fájllal.

## Állományok azonosítása
Minden állomány rendelkezik azonosítóval, mely alapján megkülönböztetjük őket. Ez az azonosító egy névből, egy kiterjesztésből és a kettőt elválasztó karakterből (pont) áll. Az azonosításnak különböző operációs rendszereken eltérő szabályai vannak.

### Általános azonosítási szabályok
- Egy könyvtáron belül azonos névvel és kiterjesztéssel legfeljebb egy fájl rendelkezhet.
- Több azonos névvel rendelkező fájl szerepelhet egy könyvtáron belül, de csak ha a kiterjesztésük különbözik.
- Több nevében és kiterjesztésében azonos fájl is létezhet a partíción, de ennek feltétele, hogy minden fájlnak eltérő könyvtárban kell szerepelnie.

### Azonosítás DOS operációs rendszer alatt
A DOS operációs rendszerben a fájlnév legalább 1, legfeljebb 8 karakter hosszúságú lehet. Tartalmazhatja az angol ABC 26 betűjét, számjegyeket, kötőjelet és alulvonást. Nem engedélyezett a szóköz, perjel, visszaperjel karakter (angolul backslash), relációs jelek. Ezzel a névadási szisztémával 4 347 792 138 496 (azaz több mint négyezer-háromszáznegyvenhétmilliárd-hétszázkilencvenkétmillió) különböző módon nevezhetjük el fájljainkat.
A kiterjesztés legfeljebb 3 karakter hosszúságú lehet, megadása nem kötelező. Megközelítőleg 54 000 kiterjesztés különböztethető meg.

### Azonosítás Windows operációs rendszerek alatt
A Windows operációs rendszerben a fájlnév 256 karakter hosszúságú lehet. Tartalmazhat UNICODE karaktereket (pl. ékezetes betűk), szóközöket, felkiáltójelet és több pontot is. Több pontot tartalmazó fájlazonosító esetén az utolsó pontot követő karakterlánc lesz a fájlkiterjesztés.
Pl.: elso.masodik.harmadik esetén a kiterjesztés a „harmadik” karakterlánc.
Nem megengedett karakterek a perjel, visszaperjel, kérdőjel, csillag, idézőjel, relációs jelek.

### Azonosítás Linux operációs rendszer alatt
Linux és Unix-szerű operációs rendszer használatakor sokféle fájlrendszer közül választhatunk, de a leggyakoribbak (így az ext4, ZFS és Btrfs is) hasonló szabályokat szabnak ki a fájlnevekre. A fájlnév legfeljebb 255 bájt hosszúságú lehet és a perjelen ("/") és NUL (0x00) bájton kívül bármilyen bájtot tartalmazhat, az alkalmazott karakterkódolás nincs megszabva. Ezen kívül tiltott az operációs rendszer által különlegesen értelmezett "." és ".." név, amelyek rendre a jelenlegi és a szülő könyvtárat jelölik. Fájlkiterjesztés megadása nem kötelező, csak a felhasználó számára szolgál információval, mivel a fájl típusának meghatározása és a megnyitáshoz szükséges program kiválasztása metaadatok vagy a tartalom alapján történik. Tipikusan a kiterjesztés nélküli fájlok futtatható programfájlok, ezért tanácsos az adatállományoknak, még a szöveges fájloknak is kiterjesztést adni.
Egyes karakterek a shell számára különleges jelentéssel rendelkeznek, és egyes (hibás) programokban nem várt hatással járhatnak. Ilyenek a helyettesítő karakterek: a csillag ("*") és a kérdőjel ("?"); a program paramétereit elválasztó szóköz (" ") és tabulátor karakterek; a ki-és bemenet átirányítását végző állóvonal és relációs jelek; a karakterláncokat behatároló idézőjel (""") és aposztróf ("'"); valamint az utána következő karakterek jelentését megváltoztató feloldójel, a visszaperjel ("\"). Egyes kontextusokban más szimbólumoknak is lehet speciális jelentése, ezért a betűkön, számokon, alulvonáson ("_") és ASCII-n kívüli karaktereken kívül más karaktereket tartalmazó neveket érdemes a különleges jelentést feloldó aposztrófok közé tenni a parancsokban.
A ponttal kezdődő fájlnevek megegyezés szerint rejtett fájlokat jelölnek, külön kérés nélkül sem a grafikus felületen, sem a parancssorban nem jelennek meg.

## Fájlattribútumok
A fájlok tulajdonságait, felhasználhatóságát, hatóköreit leíró jelölések az attribútumok. Az, hogy milyen attribútumokat vehetnek fel a fájlok, az adott fájlrendszertől függ.

## Fájlkiterjesztések
A kiterjesztés (angol nyelven: extension) a fájl által tárolt adat típusáról ad felvilágosítást. Segíti az operációs rendszert abban, hogy az állományhoz egy futtatható alkalmazást rendeljen, a felhasználói programoknak pedig megadja az adat értelmezésének módját (pl. egy szöveg típusú adathalmazt más módon kell értelmezni, mint egy kép típusút).

## Fájl tulajdonságai
Az attribútumokkal szemben a fájlok tulajdonságai nem szerkeszthető adatok, ezek a fájlra jellemző adatokat tárolnak.
Windows operációs rendszer alatt a következő módokon tekinthetők meg a fájl tulajdonságai:
- Fájl kijelölése > Helyi menü > Tulajdonságok
- (Windows Intéző ~ Windows Explorer) Fájl kijelölése > Fájl menü > Tulajdonságok

### Fájlméret
A fájlméret megadja, hogy a fájl mekkora területet foglal el annak a meghajtónak az összterületéből, melynek fájlrendszerében elhelyezkedik. Ezt a mennyiséget bájtokban mérjük.

### Elérési út
Megadja, hogy az adott fájl eléréséhez mely könyvtárakon át kell navigálni. Első karaktere a meghajtó betűjele, a további karakterek adják meg az alkönyvtárak nevét visszaperjel (backslash) karakterrel elválasztva.
Pl.: C:\User\Documents\

### Dátumadatok
- Létrehozás dátuma: Azt a dátumot és időpontot adja meg, amikor a fájlt a rendszerben létrehozták. Ez az adat soha nem változik meg.
- Módosítás dátuma: A fájl legutóbbi módosításának dátumát adja meg. Ez az adat minden módosításkor megváltozik.
- Hozzáférés dátuma: Azt a dátumot adja meg, amikor valamely felhasználó legutóbb hozzáfért a fájlhoz.